# Stichting Vrije Recreatie
Stichting Vrije Recreatie (afgekort SVR) is een Nederlandse stichting die zich inzet voor kamperen bij de boer. Campings die aangesloten zijn bij Stichting Vrije Recreatie kenmerken zich door een kleinschalige opzet. Het hoofdkantoor bevindt zich in Meerkerk.

## Geschiedenis
Stichting Vrije Recreatie werd in 1970 opgericht door Wim van den Berg in Meerkerk. E. van Eijk uit Tull en ‘t Waal en J.M Serlé uit Sommelsdijk traden op dat moment toe als bestuurslid. Het doel hiervan was de vrijheid en de concurrentie in de recreatieve sector te bevorderen en daarmede de openluchtrecreatie middels kamperen te bevorderen en voor bredere lagen van de bevolking mogelijk te maken. Op 26 mei 1972 werd de boerencamping ‘de Victorie’ van Wim van den Berg officieel geopend. In 2014 droeg Wim van den Berg het voorzitterschap over aan zijn dochter Corine van Mill. In 2023 heeft haar dochter Christel van Mill dit voorzitterschap van haar overgenomen.
In 1975 had de stichting 5500 donateurs en 400 aangesloten boerencampings. Na 10 jaar was dit aantal gegroeid naar 10.000 donateurs en 600 boerencampings. Tijdens het 30-jarige bestaan had Stichting Vrije Recreatie 100.000 donateurs, in 2024 waren dat er 155.000.
Sinds 1988 worden er door Stichting Vrije Recreatie jaarlijks vakantiebeurzen georganiseerd voor de aangesloten donateurs.
In 2021 ging Stichting Vrije Recreatie een samenwerking aan met Van Hoorne Entertainment en ontstonden er Fien & Teun campings.